# Tour de l'Ouest
O Tour de l'Ouest é uma antiga carreira ciclista por etapas disputada no oeste da França. Foi criada em 1931 pelo periódico L'Ouest-Éclair, baixo o nome de « Circuit de l'Ouest ». Em 1939, a carreira disputou-se de 19 ao 24 de agosto terminando a quinta etapa em Lorient devido ao estalido da guerra (Decretou-se na França em 24 de agosto). O Tour de l'Ouest reapareceu em 1946 e a sua última edição disputou-se em 1959.

## Palmarés
| Ano  | Vencedor            | Segundo              | Terceiro            |
| ---- | ------------------- | -------------------- | ------------------- |
| 1931 | Germain Nicot       | Georges Speicher     | François Favé       |
| 1932 | Emile Joly          | François Favé        | Pierre Cloarec      |
| 1933 | Romain Maes         | Raymond Louviot      | Joseph Vanderhaegen |
| 1934 | Robert Wierinckx    | Odile Van Eenoghe    | Joseph Moerenhout   |
| 1935 | Robert Tanneveau    | Paul Kévarec         | Albert van Schendel |
| 1936 | Albertin Disseaux   | Séverin Vergili      | Brono Carini        |
| 1937 | Jean-Marie Goasmat  | Robert Oubron        | Antoine Loncke      |
| 1938 | Paul Rossier        | Séverin Vergili      | Prosper Lepredhomme |
| 1939 | Albéric Schotte     | Joseph Vankerckhoven | Fermo Camellini     |
| 1946 | Pierre Brambilla    | Michel Remue         | Robert Dorgebray    |
| 1947 | Edouard Muller      | Ange Le Strat        | Gino Sciardis       |
| 1948 | Albert Dubuisson    | André Mahé           | Georges Ramoulux    |
| 1949 | Louison Bobet       | Camille Clérambosq   | Marcel Buysse       |
| 1950 | Attilio Redolfi     | Jean Rey             | Eloi Tassin         |
| 1951 | Rik van Steenbergen | Amand Audaire        | Henri van Kerkhove  |
| 1952 | Ugo Anzile          | Roger Walkowiak      | Armand Audaire      |
| 1953 | Bruno Benuzzi       | Francis Siguenza     | René Privat         |
| 1954 | André Vlayen        | Francis Anastasi     | Roger Walkowiak     |
| 1955 | Marcel Janssens     | Fernand Picot        | Georges Decaux      |
| 1956 | Francis Pipelin     | Joseph Groussard     | Raymond Reisser     |
| 1957 | Pierre Gouget       | Jean Dacquay         | Pierre Barbotin     |
| 1958 | Gilbert Scodeller   | Daniel Denys         | Joseph Theuns       |
| 1959 | Joseph Morvan       | Joseph Wasko         | Pierre Scribante    |